# Vilijam Fargo
Vilijam Džordž Fargo (engl. William George Fargo; 20. maj 1818 — 3. avgust 1881) bio je pionir američkih špeditera, rođen je u gradiću Pompeji, u državi Njujork. Od trinaeste godine morao je sam da se izdržava i u početku je nekoliko godina bio prodavac u trgovinama u Sirakjusu.
Postao je špediter za železničku kompaniju Oburn i Sirakjus u Oburnu 1841. godine, potom kurir ekspresnih poruka između Olbanija i Bafala godinu dana kasnije, a 1843. špediter sa sedištem u Bafalu.
Godine 1844. je uspostavio, s Henrijem Velsom (1805-1878) i Danijelom Daningom, prvu kompaniju za ekspersni transport (Wells & Co, a posle 1845. Livingston & Fargo), koja se širila zapadno od Bafala. Linije ove kompanije su prvo bile samo do Detroita, a preko Klivlеnda su se brzo proširile ka Čikagu, Sent Luisu, i drugim zapadnim gradovima.
U martu 1850, Vels postaje predsednik, a Fargo sekretar kompanije. Godine 1851, sa Velsom i drugima, organizuje kompaniju Wells Fargo & Company sa zadatkom obezbeđenja transporta i poslovanja između Njujorka i San Franciska preko Panamske prevlake. Na pacifičkoj obali je dugo imao virtualni monopol.
Godine 1861. Wells Fargo & Company je kupljena i reorganizovana od strane Overland Mail Co, firme koja je formirana 1857. godine sa zadatkom transporta pošte SAD. Fargo je bio jedan od prvih promotera.
Od 1862. do 1866. bio je gradonačelnik Bafala, a od 1868. do njegove smrti u Bafalu, bio je predsednik društva American Express. Bio je direktor njujorške centralne i severne pacifičke železnice. Tokom svog mandata kao gradonačelnik, u Bafalu je došlo do pobune 1862.
Umro je 3. avgusta 1881. u Bafalu.
Fargo avenija u Bafalu, i grad Fargo u Severnoj Dakoti dobili su ime po njemu.